# Aethopyga linaraborae
Beija-flor-de-lina ou nectarínia-de-davau (Aethopyga linaraborae)Aethopyga linaraborae é uma espécie de ave da família Nectariniidae.
É endémica das Filipinas.
Os seus habitats naturais são: regiões subtropicais ou tropicais húmidas de alta altitude.
Está ameaçada por perda de habitat.